# Luis de Salazar y Castro
Luis de Salazar y Castro (Valladolid, 24 agosto 1658 – Madrid, 9 febbraio 1774) è stato un genealogista spagnolo.
Viene ricordato come il principe dei genealogisti. Fu inoltre un importante cronista.

## Biografia
Ancora molto giovane si mise in luce per la sua laboriosità e la perfetta padronanza della lingua latina. A soli 24 anni, nel 1682, pubblicò la sua prima opera il Catálogo historial de los señores y condes de Fernán Núñez.
I documenti che collezionò per tutta la vita, conservati nella Real Academia de la Historia di Spagna, sono una importante fonte per la ricerca delle genealogie della penisola iberica.

## Opere
Scrisse più di trenta opere di araldica e genealogia, tra cui:
- Catálogo historial genealógico de la Casa de Fernán Núñez del 1682;
- Historia genealógica de la Casa de Silva, due volumi del 1685;
- Historia genealógica de la Casa de Lara, quattro volumi scritti tra il 1694 e il 1697;
- Índice de las glorias de la Casa Farnese del 1716.